# Адольф Ворбертон Мур
Адольф Ворбертон Мур (англ. Adolphus Warburton Moore; 12 липня 1841 — 2 лютого 1887, Монте-Карло, Монако) — англійський альпініст і державний службовець, автор перших сходжень на низку вершин в Альпах, зокрема Барр-дез-Екрен, Обер-Габельгорн, Великий Фішергорн й інші, а також другу найвищу точку Європи Ельбрус і перше сходження на Казбек на Кавказі. На честь Мура названо вершину Піц Мур і перевал Мур на південному схилі Монблану.

## Біографія
Народився 12 липня 1841 року у сім'ї Джон Артура Мура та Софії Стюарт Єтс. Протягом 12 років, з 1860 до 1872 рік, активно займався альпінізмом, але після 1872 року практично припинив походи в гори, більше присвячуючи час кар'єрі державного службовця. З 1865 року обіймав різні посади у британському Альпійському клубі, дослужившись до секретаря. Одночасно він ніс службу в Британській Ост-Індській компанії, куди потрапив у 17-річному віці. Протягом 27 років він обіймав різні посади, зокрема посаду помічника секретаря у 1875 році та в. о. помічника секретаря у 1876—1878 роках. 1885 року Мур пішов у відставку. 2 лютого 1886 року Мура нагородили орденом Бані ступеня компаньйона як помічник політичного секретаря індійського міністерства. У 1887 році йому запропонували стати особистим секретарем англійського політичного діяча Рендольфа Черчилля. Мур погодився, але попросив двомісячну перерву. Взятися до обов'язків секретаря він так і не встиг, померши 2 лютого 1887 у віці 45 років у Монте-Карло.
На честь Мура названо вершину Піц Мур і перевал Мур на південному схилі Монблану. З дозволу родичів у 1902 році вийшли друком щоденники Мура, які перевидали у 1939 році.

## Альпіністська кар'єра
Альпіністська кар'єра Адольфа Мура розпочалася у 1860 році, коли йому було 19 років. Тоді, під керівництвом Герефорда Брука Джорджа, англійського альпініста та редактора перших трьох випусків Альпійского журналу, він вирушив до Альп. У 1860 і 1861 роках вони здійснювали нескладні походи льодовиками та перевалами, а також кілька простих сходжень. Ці два роки допомогли Муру накопичити необхідний досвід для серйозніших заходів, вжитих ним у наступні роки.
23 липня 1862 року Мур, Брук та провідники Крістіан Альмер й Ульріх Кауфман здійснили перше сходження на вершину Великий Фішергорн заввишки 4049 метрів. Для Мура це стало першим серйозним сходженням. Тоді ж і почалося співробітництво Мура й Альмера, який був знаним провідником на той момент, маючи у своєму послужному списку низку помітних сходжень, зокрема перше сходження на Айгер. Цього ж року у складі групи Леслі Стівена вони здійснили перші проходження перевалів Юнгфрауйох і Сезіяйох.
У 1863 році Мур й Альмер здійснили низку сходжень на відомі вершини, зокрема Дом, Ліскамм (третє сходження), Дом-дю-Гуте, Егюй-дю-Гуте, а також, під час візиту до Курмайора, разом з іншими альпіністами та провідниками, вивчив маршрут Бренва на південній стороні Монблану. Висновок був невтішним — крутість схилів, складність проходу льодовиком Бренва та висока небезпека сходу лавин робили сходження малоймовірним.

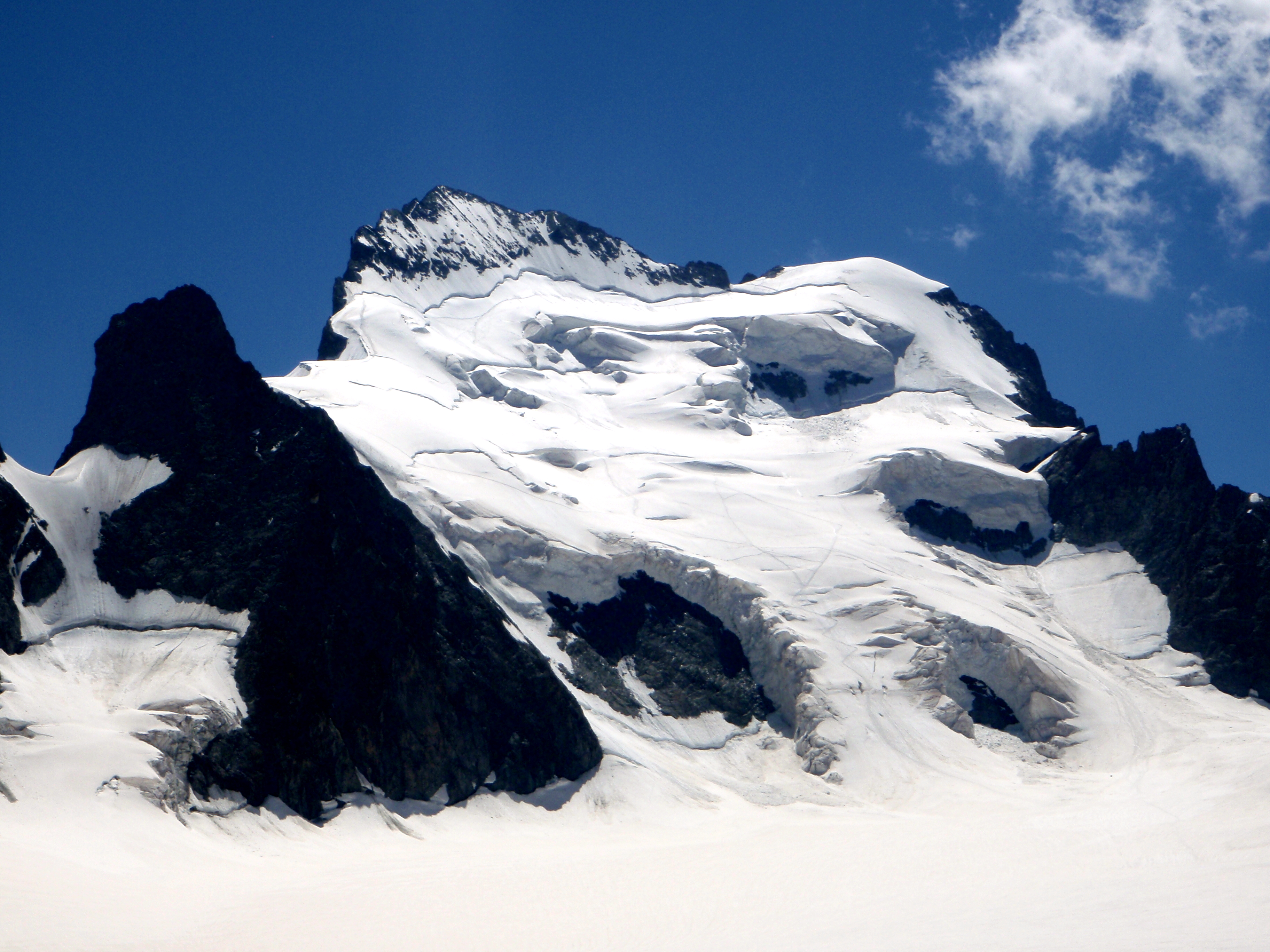
Північна стіна вершини Барр-дез-Екрен

У червні 1864 року Адольф Мур разом зі своїм другом, англійським альпіністом Горасом Вокером і Крістіаном Альмером здійснили сходження на найвищу точку масиву Дез-Екрен в Альпах Дофіне вершину Барр-дез-Екрен заввишки 4102 м. У сходженні їх супроводжував інший знаний альпініст Едвард Вімпер та його провідник Мішель Кро. Сходження стартувало 20 червня 1864 року у Сен-Мішель-де-Мор'єнні. 23 червня вони здійснили сходження на вершину Бреш-де-ля-Меїж (фр. Brèche de la Meije, 3357 метрів), звідки спустилися на її південний схил. 24 червня вони вийшли до верхів'я льодовика Де-ля-Бонн-П'єр. Рано-вранці 25 червня Мур, Вокер, Вімпер, Альмер і Кро вийшли на штурм Дез-Екрену. Піднявшись кулуаром на північному схилі вершини на східний гребінь, вони потім по ньому вийшли до вершини. Спуск здійснили західним гребенем з наступним переходом на північну стіну.

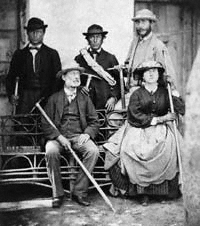
Люсі Вокер і її батько, Френк Вокер (на передньому плані зліва направо) та невідомий альпініст, Мельхіор Андерегг й Адольф Мур (на задньому плані зліва направо)

На початку липня Мур й Альмер приєдналися до Френка, Люсі та Гораса Вокерів і Якоба та Мельхіора Андереггів для здійснення спільних сходжень. 12 липня вони здійснили друге сходження на Римпфішгорн, 21 липня на Алечхорн, після чого вирішили штурмувати Айгер. Сходження здійснили 25 липня у складі розширеної групи з п'яти клієнтів і шести провідників і стало четвертим вдалим сходженням на Айгер і першим в історії жіночим сходженням. З кінця 1864 року Мур почав працювати з Якобом Андереггом, здійснивши з ним більшість своїх сходжень й експедицій у наступні роки аж до самої смерті Якоба у 1878 році.
У 1865 році Мур, Вокер і Якоб Андерегг здійснили ще низку нових сходжень в Альпах. 21 червня 1865 року — перший траверс найвищої вершини Гларнських Альп гори Теді заввишки 3613 метрів і стали першими англійцями, що піднялися на гору. 22 червня вони здійснили перший перехід через перевал Камадра, а 23 червня — першопрохід нового маршруту на вершину Райнвальдгорн (3402 метри) з льодовика Брешіана. 28 червня вони здійснили перше сходження на вершину Піц-Розег (3937 м), після чого вирушили в Мілан і 4 липня прибули до Церматту.
Відпочивши один день у Церматті, 6 липня 1865 року трійка здійснила перше сходження на вершину Обер-Габельгорн заввишки 4063 метри східною стіною, на один день випередивши групу іншого британського альпініста, Френсіса Дугласа. Спільно з провідниками Петером Таугвальдером та Йозефом Віаніном, Дуглас кілька днів намагався зайти на вершину, і, зрештою, 7 липня йому вдалося зайти на Обер-Габельгорн північно-західним гребенем (що стало другим сходженням на вершину і першим за цим маршрутом). 8 липня Мур, Вокер і Якоб Андерегг здійснили перший прохід перевалу Коль-де-Аролла та вийшли до підніжжя гори Пінь-д’Аролла. Наступного дня, 9 липня, вони здійснили перше сходження на вершину Пінь-д'Аролла у Пеннінських Альпах заввишки 3796 метрів.

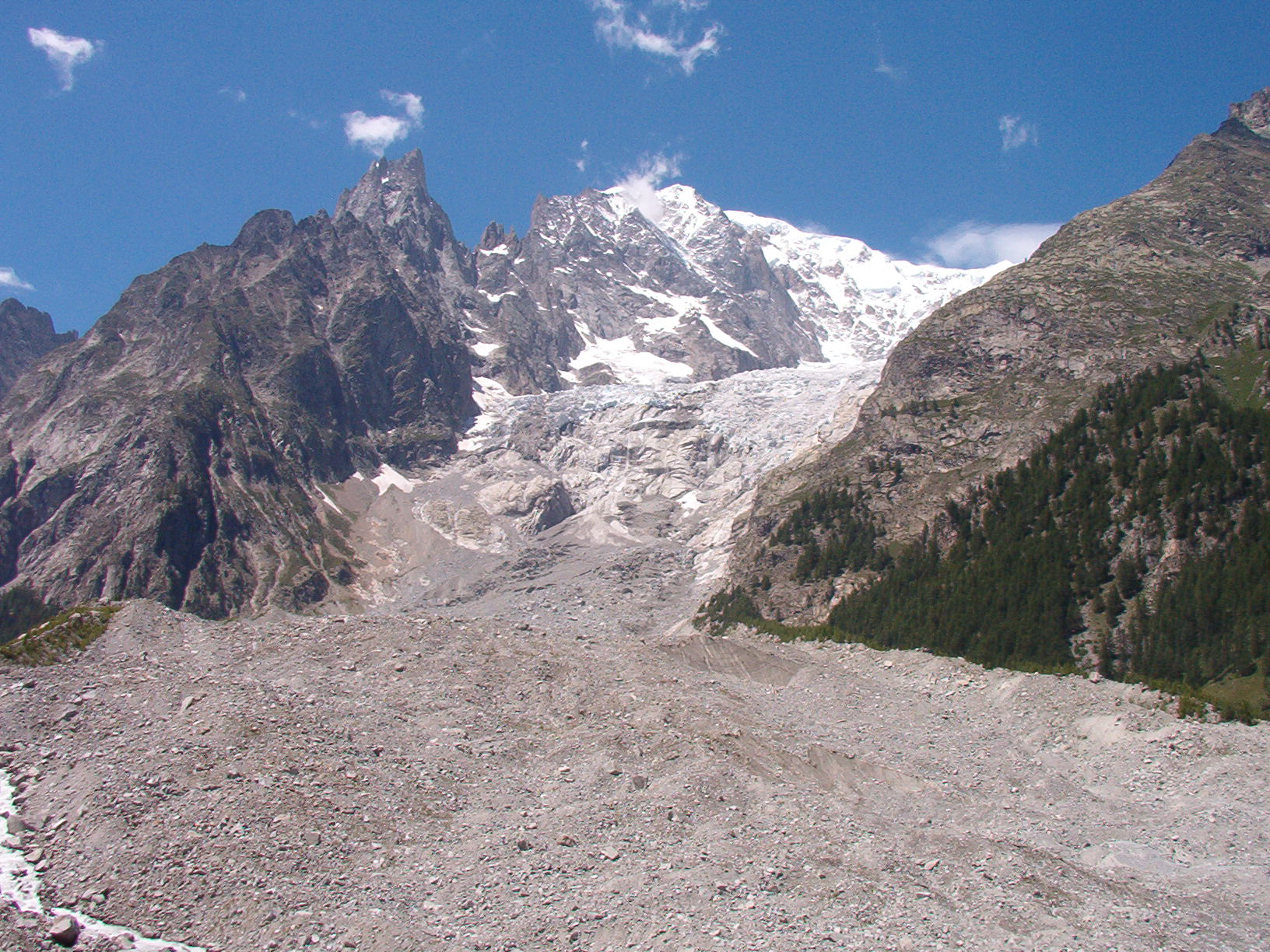
Льодовик Бренва

Після повернення з Пінь-д'Аролла Мур, Вокер і Якоб Андерегг перемістилися до Курмайору, де 13 липня до них приєдналися альпіністи Френк Вокер (батько Гораса) та Джордж Спенсер Метьюз із гірським провідником Мельхіором Андереггом. 14 липня вони перейшли до підніжжя Монблану на ледник Бренва, де встановили табір на висоті 2800 метрів. Наступного дня, 15 липня, всі шестеро здійснили перше проходження нового маршруту на Монблан (маршрут Бренва, за сучасною класифікацією складності UIAA має IV категорію). Після сходження група спустилася до Франції в Шамоні.
У 1866—1867 роках Мур став першим британським альпіністом, який провів повний зимовий сезон в Альпах. У наступні роки він продовжував досліджувати Альпи як взимку, так і влітку, здійснюючи сходження і проходження перевалів (зокрема перший прямий прохід з комуни Гошенен до притулку Грімзель і перше сходження на північну вершину Егюій-де-Тре-ля-Тете влітку 1871 року, перше проходження перевалу Тіфенматтенйох на південному заході вершини Дан-Д'Еран у липні 1871 року, проходження нових маршрутів на вершини Штудергорн і Грос-Нестгорн (влітку 1872 року).
Крім Альп, Мур взяв участь у двох експедиціях на Кавказ, який на той час був практично не досліджений. У 1868 році він приєднався до експедиції Дугласа Вільяма Фрешфільда, британського альпініста. Влітку 1868 року Фрешфільд, Мур, Чарльз Комінс Такер і беззмінний гід Фрешфільда, француз Франсуа Девуассуд здійснили перше сходження на Казбек (5031 метр), після чого наприкінці липня вирушили до підніжжя Ельбрусу. 31 липня вся четвірка у супроводі трьох місцевих провідників здійснила сходження на Східну вершину Ельбрусу (5621 метр). Це стало другим сходженням на цю вершину і першим, яке здійснили іноземці. У 1872 році Мур взяв участь в експедиції англійського альпініста Флоренса Кроуфорда Гроува, в рамках якої 28 липня здійснено перше сходження на Західну вершину Ельбрусу (5642 метри), яка вища за Східну на 21 метр і є найвищою вершиною сучасної Європи. Проте, сам Мур у сходженні участі не брав через погане самопочуття.